# Igor Spassky
Igor Dmitriyevich Spasskiy (em russo:  Игорь Дмитриевич Спасский; Noginsk, 2 de agosto de 1926 – São Petersburgo, 2 de setembro, de 2024) foi um engenheiro e empresário russo, projetista geral de aproximadamente 200 submarinos nucleares soviéticos e russos, e chefe do Escritório Central de Projetos de Engenharia Marítima Departamento de Projetos Rubin.

## Formação e carreira
Spasskiy obteve a graduação no Departamento de Engenharia (паросиловой факультет) da Escola Superior de Engenharia Naval Dzerzhinsky, servindo depois por pouco tempo como tenente-engenheiro no cruzador Frunze.

## Herói do Trabalho Socialista
Em 1950 começou a trabalhar como projetista de submarinos, inicialmente no Construction Design Bureau-143 (atual Malakhit Marine Engineering Bureau). Trabalhou desde 1953 no Construction Design Bureau-18 (atual Departamento de Projetos Rubin). Em 1956 tornou-se engenheiro vice-chefe do Rubin; em 1968 foi engenheiro chefe; é desde 1974 chefe do Rubin, com o título Chief Designer (em russo:  Главный Конструктор, e depois de 1983 General Designer em russo:  Генеральный Конструктор).
Como General Designer foi o projetista principal de todos os projetos do Rubin desde 1974, incluindo:
- submarinos com mísseis balísticos estratégicos:
  - Submarino Classe Delta III (ou 667BDR Kal'mar desde 1974)
  - Classe Typhoon (ou Projeto 941 Akula construído desde a década de 1980)
  - Submarino Classe Delta IV (ou Delfin desde 1981)
- Submarinos com mísseis de cruzeiro:
  - Submarino Classe Oscar I (ou Projeto 949 Granit)
  - Submarino Classe Oscar II (ou Projeto 949A Antey)
- e outros submarinos e também navios.

No total, os projetos de Spassky incluíram 187 submarinos (91 diesel-elétricos e 96 nucleares) que foram o núcleo das Marinhas Soviética e Russa.
Spassky também publicou trabalhos científicos sobre a teoria do projeto e construção de submarinos. É membro pleno da Academia de Ciências da Rússia desde 1987 (membro correspondente desde 1983). É presidente da Comissão de Hidrodinâmica da Academia de Ciências da Rússia. Recebeu o Prêmio Lenin (1965), o Prêmio Estatal da URSS (1983), tornou-se Herói do Trabalho Socialista (1978), recebeu duas Ordens de Lenin, a Ordem da Revolução de Outubro e duas Ordens da Bandeira Vermelha do Trabalho.

## "Herói do Trabalho Capitalista"
Desde o tempo da Perestroika e a dissolução da União Soviética, as encomendas estatais para novos submarinos nucleares diminuíram drasticamente. No entanto, Spassky continuou a trabalhar em submarinos nucleares, incluindo a nova classe de mísseis balísticos de quarta geração Yuriy Dolgorukiy (construção iniciada em 1996), mas ele expandiu seu departamento para novas áreas, a fim de fornecer meios de subsistência para seus funcionários.
Uma dessas áreas foi o projeto e a construção de plataformas de petróleo (juntamente com a Halliburton) que agora são usadas para perfuração de petróleo em torno da ilha Sacalina, no Mar de Okhotsk e na costa da Coreia do Sul.

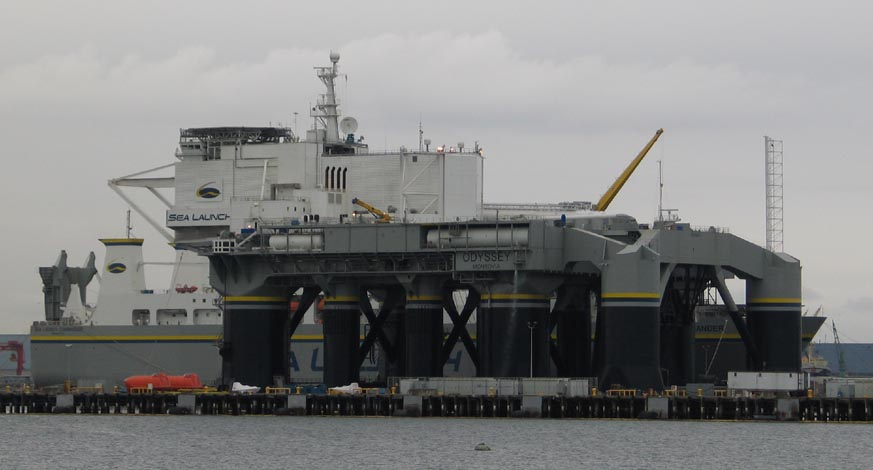
Sea Launch Ocean Odyssey em seu porto doméstico em Long Beach, Califórnia

Outro projeto de destaque foi o Sea Launch, um serviço exclusivo de lançamento de espaçonaves que utiliza uma plataforma de perfuração de petróleo flutuante especialmente modificada, posicionada no Oceano Pacífico equatorial, para sua plataforma de lançamento. Spassky foi o principal construtor da parte marinha do projeto. O Sea Launch oferece uma maneira econômica de enviar satélites para o espaço, mais barato que a NASA.
Spassky também se tornou CEO do consórcio de submarinos não nucleares (que inclui Rubin, Admiralty Shipyard e outras empresas de construção naval). A empresa fornece submarinos militares não nucleares para a Marinha Russa (entre eles submarinos diesel-elétricos da classe Petersburgo) e para exportação para a Índia, Polônia e outros países, entre eles submarinos da classe Amur e da classe Sadko ("submarino turístico"). Dois destes últimos foram construídos e agora estão operando em Chipre.
Spassky recebeu o Prêmio Estatal da Federação Russa em 2006.

## SubmarinoKursk
Spassky foi o criador do Kursk, o último dos submarinos da Classe Oscar II construídos para a marinha russa. Em 12 de agosto de 2000, um torpedo a bordo do submarino explodiu acidentalmente e o submarino afundou. A maioria da tripulação morreu durante a explosão, mas 28 tripulantes permaneceram vivos por pelo menos seis horas depois do acidente. Infelizmente, os socorristas foram prejudicados pela lenta e secreta resposta militar e do governo. Levou uma semana antes que eles pudessem chegar ao local o submarino e o mau tempo atrasou ainda mais a recuperação. Neste longo tempo a tripulação sobrevivente havia morrido.
Spassky foi consultor no esforço de resgate e alguns perceberam que ele era responsável pelas ações ineficazes dos militares nos primeiros dias após a explosão. Também houve acusações de que uma falha no projeto do submarino possa ter sido responsável por dificuldades na operação de resgate. Alguns jornalistas, como Elena Milashina da Novaya Gazeta, perguntaram por que a maioria dos contratempos com submarinos nucleares russos nos anos anteriores havia acontecido com submarinos projetados por Spassky. Na carta aberta à Novaya Gazeta, o vice-presidente da Rubin, Alexander Zavalishin, e o General Designer de submarinos com mísseis de cruzeiro (como o Kursk), funcionário de Rubin, Igor Baranov, responderam às acusações, e declararam que nenhum vaso poderia sobreviver a explosões simultâneas de torpedos, como o Kursk, quando cada torpedo foi projetado para desativar ou destruir navios de guerra. Eles também observaram que mais de três quartos dos submarinos nucleares russos são projetos de Spassky; portanto, as porcentagens reduziram bastante o argumento do projeto defeituoso e não indicaram falhas no projeto ou na integridade geral dos submarinos. Os investigadores concordaram que o sistema automático de desligamento do reator nuclear do submarino, desenvolvido pelos projetistas de Spassky, funcionou perfeitamente e salvou o Mar de Barents de um desastre nuclear.
Elevar o submarino atingido e transportá-lo para um porto de reparos tornou-se outro esforço hercúleo. Mais de quinhentas propostas foram enviadas para recuperar o Kursk. Os próprios planos do departamento de Rubin incluíam a separação do compartimento destruído do submarino, a elevação da seção intacta e o transporte para a instalação de reparo de navios em Roslyakovo, perto de Severomorsk. O projeto incluiu equipamentos das empresas holandesas Mammoet e Smit International. Em cinco meses o governo russo contratou empresas holandesas para elevar o Kursk em uma operação extremamente difícil, em larga escala e emocionalmente estressada, coordenada por Igor Spassky. O transporte e descarga foram realizados por outra equipe de projeto multinacional.